# Maškarada (film)
Maskarada è un film del 1971 diretto da Boštjan Hladnik.

## Trama
Una donna sposata intraprende una relazione con un giovane giocatore di basket, del quale è anche innamorato il figlio della donna.